# Economía de Bogotá
La economía de Bogotá está basada principalmente en la industria, el comercio y los servicios financieros y empresariales. En 2012 la capital de Colombia fue la quinta ciudad más atractiva para las inversiones y negocios en América Latina. En 2014 el PIB de Bogotá fue de $132.911 millones de dólares que equivalen a $16.869 dólares por cápita. y un PIB PPA de $159.842 millones de dólares que equivalen a $20.287 dólares por capital de Colombia.

## Principales indicadores económicos
La economía en Bogotá creció un 10,6% durante 2012. Bogotá registró en 2007 el mayor número de empresas registradas (53.539 empresas nuevas) y ya alcanza las 248 mil empresas en total. La inversión de nuevas empresas alcanzó el monto de $6,2 mil millones de dólares.
Para el año de 2007, la tasa de desempleo fue de 10,5% y la tasa de empleo informal de 30,3%. Bogotá fue el destino del 37,5% de las importaciones a Colombia para un total de $12.341 millones de Dólares en el año 2007.

## Servicios financieros

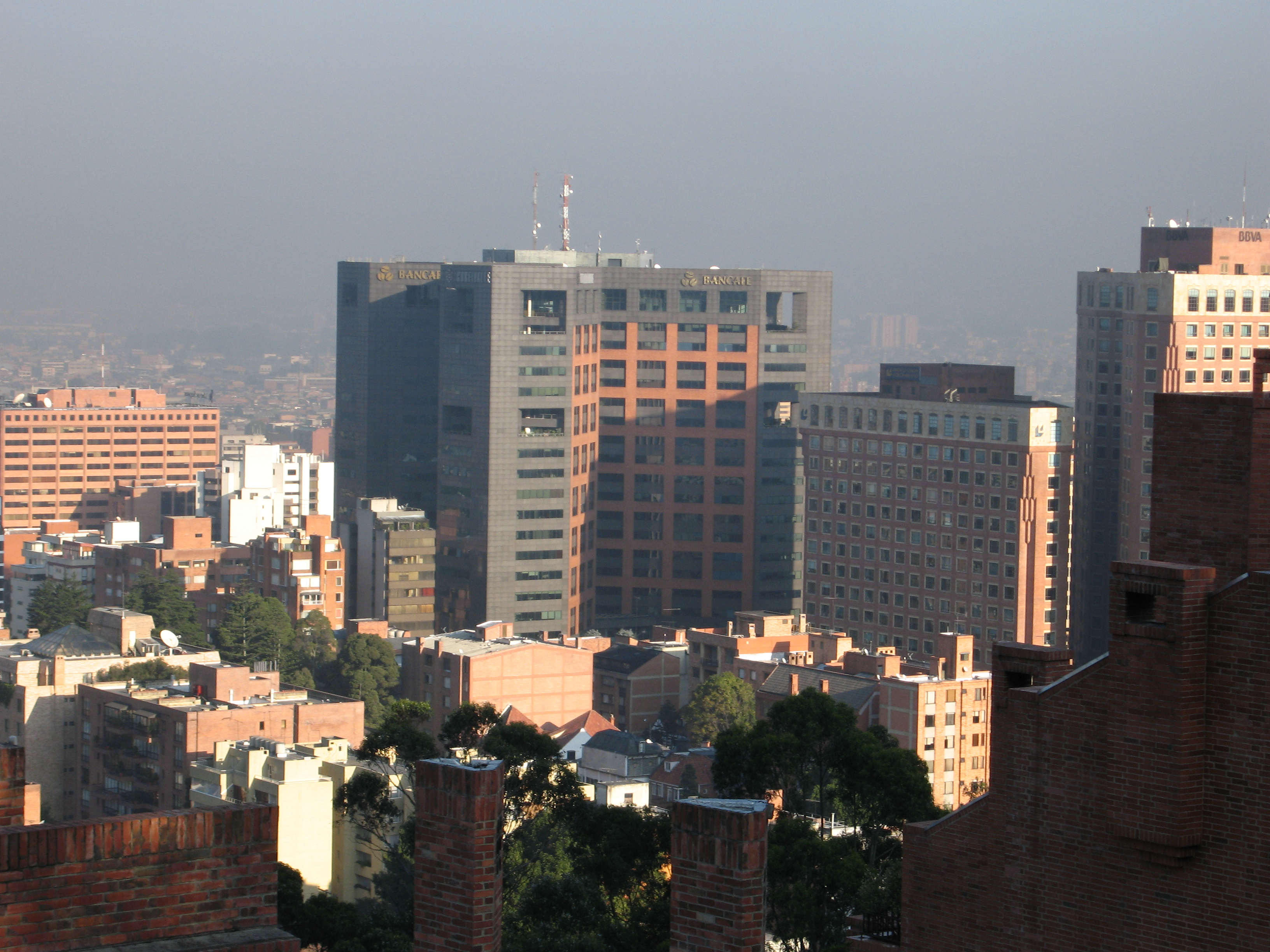
Distrito financiero de la avenida Chile con carrera Séptima.

Las captaciones bancarias en el área geográfica del distrito capital sumaron $68.581.985 millones de pesos, siendo el 57,8% del total en Colombia. Esto muestra que Bogotá es la capital financiera y bancaria de Colombia.

Bogotá tiene un índice de más de 3,5 establecimientos financieros y más de 8 cajeros electrónicos por cada diez mil habitantes, las tasas más grandes en toda Colombia.[cita requerida]

## Industria
El 20% de las empresas en la región Bogotá son industrias manufactureras.Se destaca la producción de productos metálicos, maquinaria, equipos, imprentas, químicos, alimentos, bebidas, tabaco, textiles y maderas.

## Comercio
Las exportaciones en el año 2007 registraron una cifra de $5.323 millones de dólares, un 26% superiores a las registradas en 2006.[cita requerida]

### Zonas comerciales

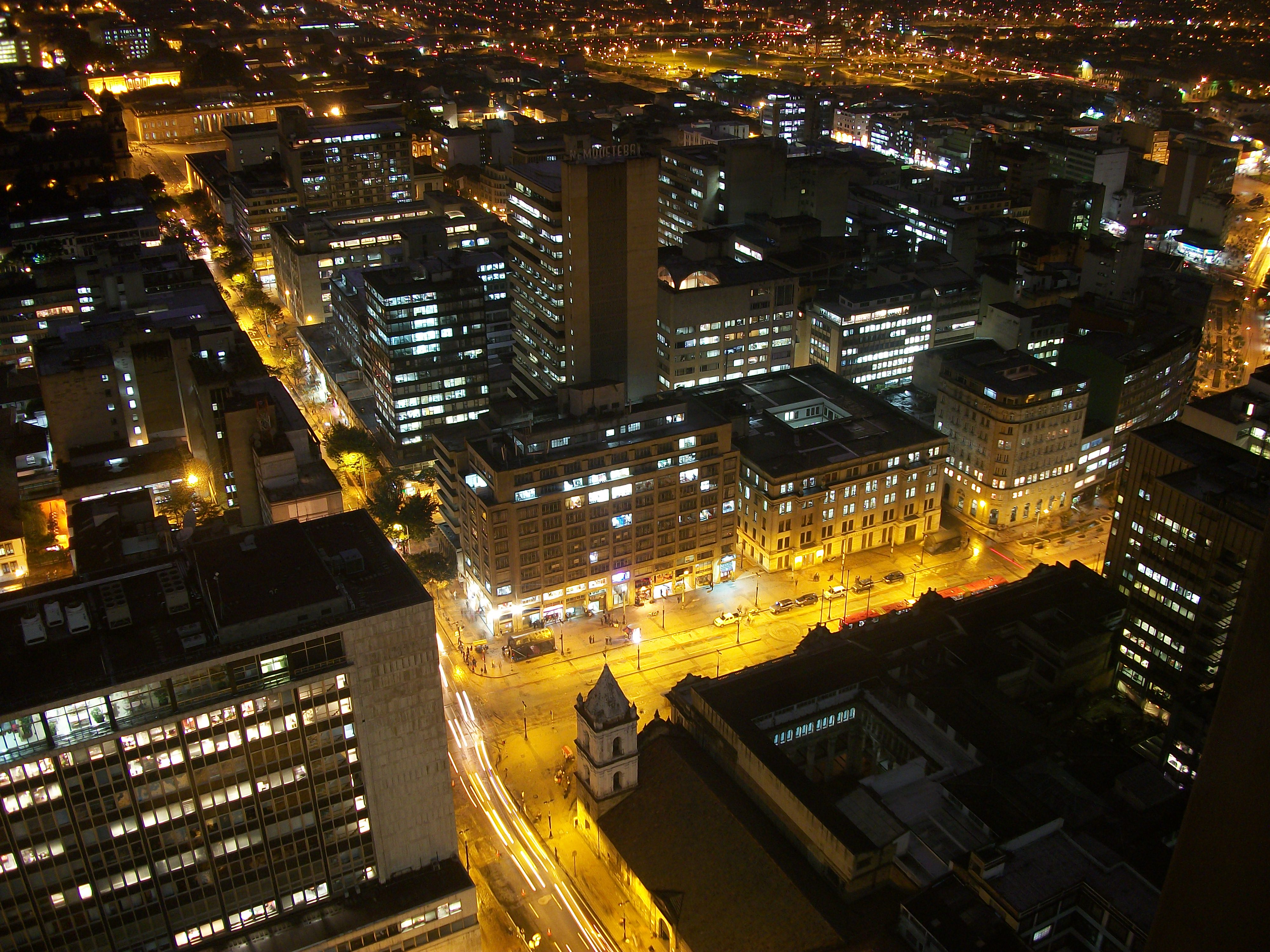
Zona centro, con el Eje Ambiental y el parque Tercer Milenio.

- Centro, incluye el Centro Histórico, el Centro Internacional de Bogotá y la Carrera Séptima entre Calle 12 y Avenida 19. Su oferta comprende principalmente almacenes de ropa, joyerías, tiendas de música, librerías y cigarrerías. Entre las Calles 11 y 14 con Carreras Séptima y Sexta abundan las joyerías, la venta de esmeraldas, librerías especializadas y tradicionales talleres que venden artículos religiosos. En la Avenida Calle 19 entre Carreras Cuarta y Séptima, se pueden encontrar almacenes de ropa y joyerías, además de bancos, casas de cambios, hoteles, restaurantes y agencias de viajes.

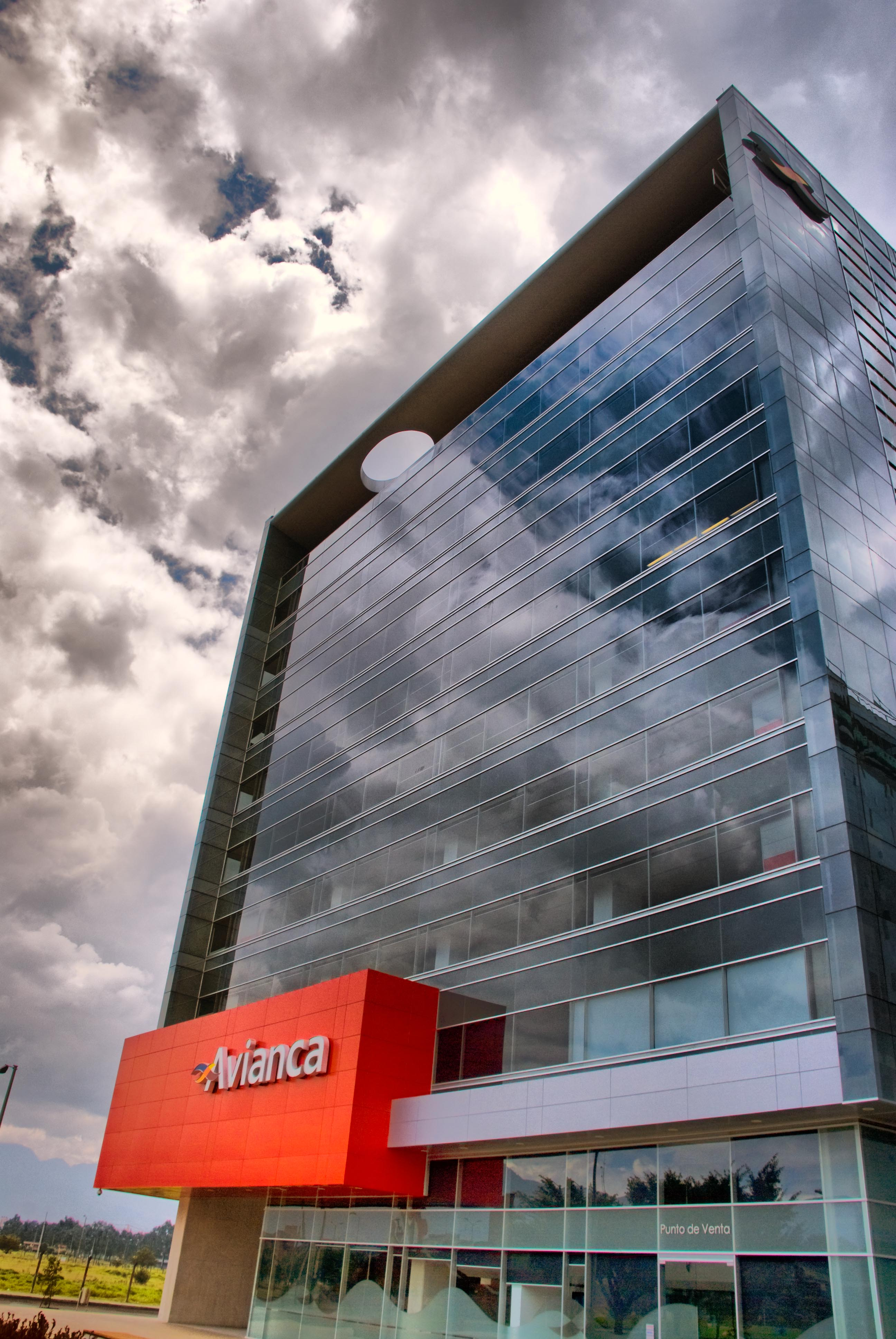
La sede de Avianca.

- Chapinero, el comercio se extiende básicamente sobre el eje de la Carrera 13. Posee almacenes de ropa, artículos de cuero y calzado, telas, adornos, librerías, papelerías y disco tiendas. Cuenta con algunos centros comerciales.

- Calle 68, esta zona comercial se extiende a lo largo de esta vía, desde la Carrera 24 hasta la Carrera 86. El sector más popular es el ubicado entre los barrios Las Ferias y Estrada, donde se encuentra todo tipo de almacenes de ropa, calzado y electrodomésticos.

- Norte, posee los establecimientos de comercio, centros comerciales, hipermercados y almacenes por departamentos de mayor categoría. Sobre las Carreras 11 y 15 se ubican gran cantidad de boutiques, joyerías y casas de cambio.

En la Zona Rosa, alrededor de la Calle 82, se encuentran galerías de arte, almacenes y tiendas que venden artículos para regalo y uso personal. “La Calle del Sol”, Carrera 14 entre Calles 82 y 84, agrupa excelentes boutiques, diseñadores y casas de alta costura. En las Calles 79 B y 80 entre Carrera Séptima y Avenida Novena se encuentra gran cantidad de anticuarios.
En Usaquén hay almacenes que ofrecen tejidos de lana, antigüedades y curiosidades. Varias calles y avenidas del norte poseen una especial oferta comercial, como la Avenida 19 y las Calles 109, 116 y 122.
El domingo funcionan varios Mercados de las Pulgas: en Usaquén, en el Hotel La Fontana, en la Avenida Novena con Calle 114 y en el Centro 93.
Además de todo esto, varias multinacionales y empresas de hipermercados y supermercados tienen puntos de venta a lo largo y ancho de la ciudad, siendo los mayores ejemplos Cencosud, Almacenes Éxito (siete hipermercados), Homecenter, Makro, Alkosto, Cafam. SAO, Casa Estrella, Carulla Vivero y Olímpica, entre otros.

### Centros comerciales

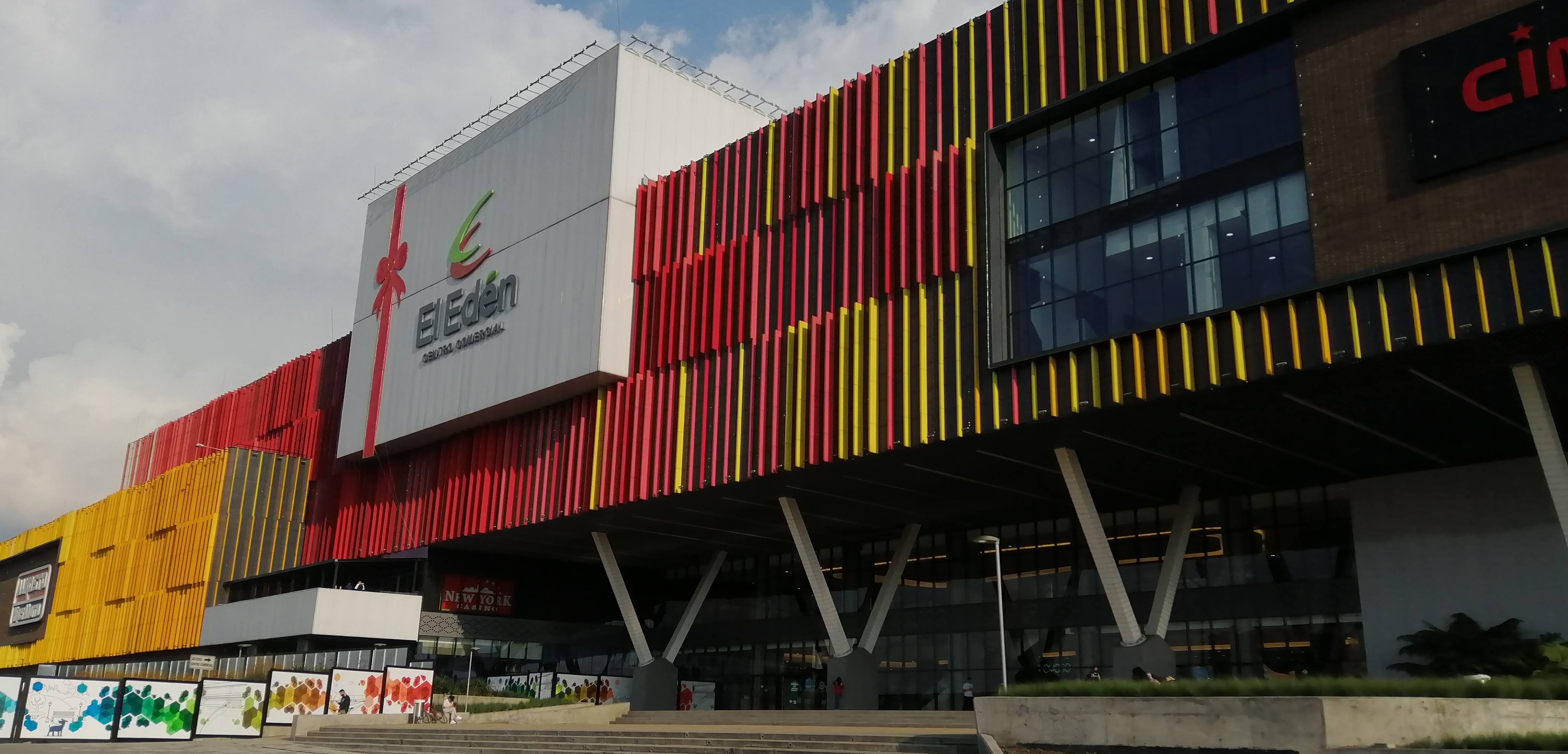
El centro comercial El Edén será el segundo más grande de América Latina.

La ciudad es pionera en la construcción de centros comerciales, lugares donde se encuentra todo en una ciudadela comercial. Los ejemplos más destacados son:
- Norte: Unicentro, Palatino, Cedritos 151, Atlantis Plaza, Andino, El Retiro, Santa Ana, Avenida Chile, Hacienda Santa Bárbara, Outlet Bima, Santafé, Metrópolis.
- Occidente: Portal 80, Cafam Floresta Mundo Comercial, Álamos Diverplaza, Gran Estación, Salitre Plaza, Galerías, Unicentro de Occidente, Titan Plaza, El Edén, Hayuelos, Plaza Claro, Nuestro Bogotá.
- Noroccidente: Bulevar Niza, Portoalegre, Paseo San Rafael, Iserra 100, Centro Suba, Subazar, Plaza Imperial.
- Centro: Terraza Pasteur, Mallplaza NQS, El Gran San, Neos Centro.
- Sur: Multiplaza Bogotá, Plaza de Las Américas, Ciudad Tunal, Tintal Plaza, Altavista, Centro Mayor.
- Área Metropolitana: Centro Chía, Fontanar, Plaza Mayor y Sabana Norte (Chía), Uniabastos (Cota) El Trébol (Mosquera), Metrosur, Gran Plaza Soacha, Mercurio y Unisur en Soacha.

## Turismo

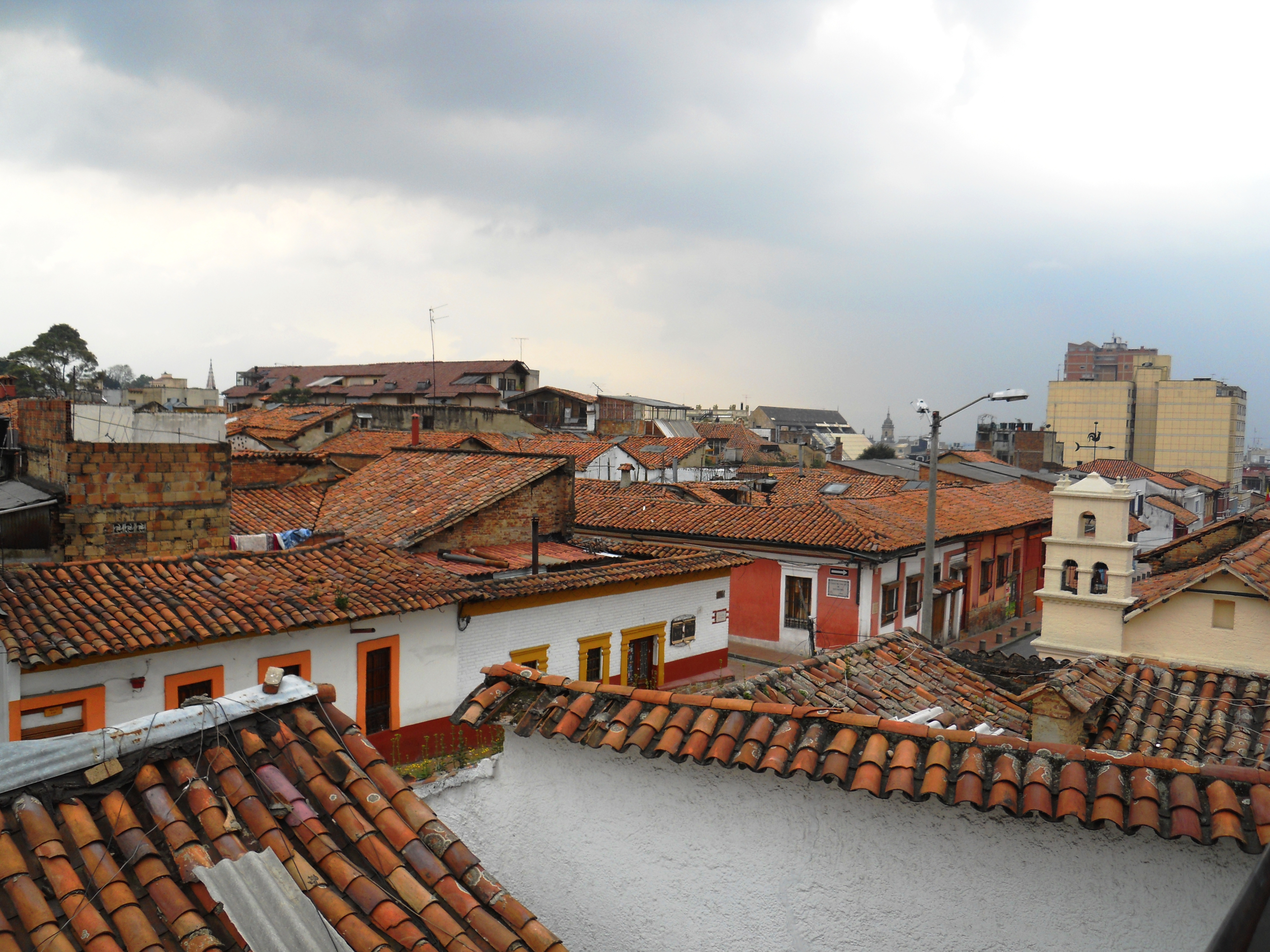
Vista de los tejados del barrio histórico de La Candelaria.

De acuerdo con datos del Instituto Distrital de Turismo (IDT), Bogotá es el principal destino turístico de Colombia. Según la Secretaría de Turismo de Bogotá, la ciudad recibe el 51,1 % de los visitantes extranjeros que llegan al país, siendo los principales procedentes de Estados Unidos, Venezuela y Ecuador.
En cuanto a los motivos de visita, el 28,5 % de los viajes a Bogotá corresponden a visitas a familiares o amigos, mientras que el 26,6 % se realizan por razones de negocios.
La ciudad cuenta con nueve proyectos hoteleros en desarrollo que, una vez concluidos, incrementarán en 2040 habitaciones la capacidad hotelera disponible.

## Economía popular
El sector de economía popular sigue siendo un rubro importante de la economía capitalina. Según el Instituto Para la Economía Social (IPES) la ciudad aún cuenta con 19 plazas de mercado distritales que se ubican en barrios populares y ejercen contrapeso a la llegada de grandes superficies, de esta manera logran regular el esquema de precios de los alimentos contribuyendo a la seguridad y soberanía alimentaria de una metrópoli de aproximadamente 7,5 millones de habitantes.
Los vendedores ambulantes, aunque controvertidos por la ocupación que ejercen sobre el espacio público, pertenecen al sector de la economía popular y siguen siendo uno de los principales ejes de generación de empleo y dinámica económica en la ciudad. Ante estas realidades los esfuerzos de la administración distrital se han enfocado desde 2004 en el aprovechamiento económico regulado del espacio público.

## Situación fiscal
La ciudad, en el año de 2007, obtuvo ingresos por un total de $6,8 Billones de pesos que representan un crecimiento nominal del 3%. De esos ingresos, el 69% corresponde a ingresos propios del distrito (Impuestos distritales y crecimientos de capital), 21% a transferencias nacionales (Aporte del estado colombiano a cada una de sus regiones) y un 10% a desembolso de créditos.
Los impuestos representaron el 47% del total de ingresos y de este porcentaje la mitad corresponde a impuestos a la industria y el comercio (ICA) que muestra la fuerte tendencia industrial y comercial de la capital colombiana. Pese a tener un aumento en el recaudo de impuestos, al cierre del 2007 el distrito terminó con un déficit total de $218 millones de pesos. El balance fiscal sigue siendo sólido con buenos índices de liquidez e inversión.
En cuanto a riesgo, Bogotá tiene una calificación AAA a nivel nacional y BB+ a nivel internacional